# Gozo Football Association
Die Gozo Football Association ist der Fußballverband von Gozo. Der Verband wurde 1936 gegründet und trägt seitdem jährlich – mit einigen Unterbrechungen – eine Meisterschaft aus. Sitz des Verbandes ist Xewkija, Malta. Der Präsident ist derzeit Samuel Azzopardi. Zurzeit spielen 13 Mannschaften in zwei Ligen, der Gozitan First Division und der Gozitan Second Division. Ebenso gab es von 2007 bis 2009 eine Liga für Frauen mit zuletzt vier Mannschaften.
Die Gozo Football Association ist ein assoziiertes Mitglied im N.F.-Board und trug 2010 den Viva World Cup aus. Außerdem ist der Verband Mitglied der Confederation of Independent Football Associations (CONIFA).

## Wettbewerbe
- Gozo Football League
- GFA Cup
- GFA Super Cup
- GFA First Division Knock-Out
- GFA Second Division Knock-Out
- GFA Second Division Challenge Cup

ehemalige:
- Women's League
- Independence Cup
- Freedom Day Cup